# Cant del Barça
Cant del Barça (z języka katalońskiego: [ˈkan dəɫ ˈβarsə], „Śpiew Barçy”) – oficjalny hymn klubu FC Barcelona. Został napisany w 1974 roku z okazji 75. rocznicy jego powstania. Autorami słów są Jaume Picas, Josep Maria Espinàs oraz Massip, a muzykę skomponował Manuel Valls Gorina.
Hymn ten zaprezentowano oficjalnie 27 listopada 1974 roku na stadionie Camp Nou przed meczem FC Barcelony z reprezentacją Niemieckiej Republiki Demokratycznej. Pieśń wykonał wtedy 3,5-tysięczny chór, którego dyrygentem był Oriol Martorell.
W dniu 28 listopada 1998 roku, na zakończenie obchodów stulecia klubu – także na Camp Nou – Śpiew Barçy zaprezentował kataloński piosenkarz i kompozytor Joan Manuel Serrat. W sezonie 2008/2009 tekst hymnu był drukowany na oficjalnych replikach koszulek FC Barcelona.